# Cell saver
Cell saver – urządzenie do śródoperacyjnego odzyskiwania krwi, stosowane w celu ograniczenia transfuzji krwi allogenicznej (pochodzącej od niespokrewnionego dawcy) oraz uniknięcia powikłań związanych z przeprowadzaniem transfuzji podczas operacji.
Urządzenie to zostało po raz pierwszy wyprodukowane przez firmę Haemonetics w 1974 roku. Zasada działania polega na odessaniu wynaczynionej krwi z pola operacyjnego. Odessana krew była mieszana z antykoagulantem cytrynianowo-fosforanowo-dekstrozowym (CPD), a następnie odprowadzana do pojemnika, aż do momentu, w którym zebrała się jej objętość wystarczająca do wirowania frakcjonującego. W kolejnym etapie czerwone krwinki zostawały odwirowane i zawieszone w izotonicznym roztworze soli fizjologicznej, po czym zawiesinę erytrocytów przepompowywano z pojemnika wirówki do pojemnika służącego do przetaczania krwi. Tak zebrane krwinki czerwone można było natychmiast przetoczyć lub przechować w temperaturze 4–6 °C w celu późniejszego wykorzystania w charakterze pełnowartościowego materiału transfuzyjnego.
Metoda śródoperacyjnego odzyskiwania krwi z zastosowaniem cell savera jest akceptowana przez część pacjentów będących Świadkami Jehowy, którzy z powodów religijnych nie przyjmują transfuzji krwi. Opracowane zostały specjalne procedury postępowania z takimi pacjentami, obejmujące użycie cell savera w przypadku operacji ortopedycznych.